# Ryszard Forbrich
Ryszard Forbrich ps. „Fryzjer”, „Szczota”, „Architekt” (ur. 10 marca 1946 we Wronkach) – polski działacz piłkarski, przestępca uważany za główną postać afery korupcyjnej w polskiej piłce nożnej, z zawodu fryzjer. 

## Życiorys
Mieszkał we wsi Zielonagóra nad Wartą koło Obrzycka. Był więziennym fryzjerem w Zakładzie Karnym we Wronkach, później posiadał własny zakład fryzjerski z siedzibą we Wronkach.
Karierę działacza sportowego zaczął w Olimpii Poznań za czasów prezesury pułkownika Milicji Obywatelskiej Edmunda Sikory. W 1990 roku działał w występującym wówczas w rozgrywkach klasy B wiejskim klubie LZS Czarni Wróblewo. W 1991 roku podpisał umowę patronacką pomiędzy swoim klubem a Fabryką Kuchni „Wromet” we Wronkach. W następnym roku doprowadził do połączenia Błękitnych Wronki z Czarnymi/Wromet Wróblewo – tak 21 czerwca 1992 roku powstała Amica Wronki, z którą był związany do 2000 roku. W tym czasie był także delegatem okręgu pilskiego w Wielkopolskim Związku Piłki Nożnej, a także wiceprezesem Wielkopolskiego Związku Piłki Nożnej. Za jego kadencji w Amice Wronki (początkowo jako kierownika drużyny, później – menedżera klubu) klub z Wronek błyskawicznie awansował do I ligi – awans o 6 klas rozgrywkowych zajął mu tylko 4 sezony, m.in. dzięki decyzji podjętej przez władze  Wielkopolskiego Związku Piłki Nożnej o przeniesieniu nowo powstałej drużyny z klasy A do IV ligi. W ciągu tych dziesięciu lat klub z Wronek trzykrotnie (w latach 1998, 1999 i 2000) zwyciężał w rozgrywkach o Puchar Polski i dwukrotnie (w 1998 i 1999) zdobył Superpuchar Polski. 27 listopada 2000 roku uchwałą Prezydium Zarządu Polskiego Związku Piłki Nożnej Ryszard Forbrich został uznany za persona non grata w polskim futbolu, co oznaczało zakaz działania w strukturach Polskiego Związku Piłki Nożnej oraz w klubach występujących w rozgrywkach na szczeblu centralnym. Decyzja ta została następnie uchylona przez Komisję Odwoławczą.
Jeden z głównych podejrzanych w największej w historii polskiego futbolu aferze korupcyjnej. Odpowiedzialny za ustawianie i kupowanie meczów w I, II i III lidze piłkarskiej. Od jego pseudonimu została utworzona tzw. lista Fryzjera opublikowana na łamach „Przeglądu Sportowego”.
3 kwietnia 2009 roku został posadzony na ławie oskarżonych w tzw. sprawie Arki Gdynia. Ostatecznie łączny wyrok ogłoszony przez sędziego to kara bezwzględna 3 lat i 6 miesięcy pozbawienia wolności oraz kara grzywny w wysokości 320 000 złotych. Ryszard Forbrich jednak odwołał się od wyroku do sądu wyższej instancji. 20 maja 2010 roku Sąd Apelacyjny we Wrocławiu utrzymał w mocy wyrok skazujący Fryzjera na karę 3 lat i 6 miesięcy pozbawienia wolności wydany przez sąd niższej instancji.
W czerwcu 2009 roku Fryzjer został ponownie wezwany przez śledczych z prokuratury we Wrocławiu i usłyszał dziesięć nowych zarzutów korupcyjnych.
3 lutego 2011 roku decyzją Wydziału Dyscypliny Polskiego Związku Piłki Nożnej wraz z Marianem Duszą został wykluczony ze struktur związkowych w następstwie czynów korupcyjnych. Od końca 2019 roku odbywa karę 4,5 roku pozbawienia wolności. 
23 czerwca 2022 Sąd Okręgowy we Wrocławiu wydał wyrok łączny w wysokości 6 lat pozbawienia wolności. Połączono wyroki z 3 spośród 4 toczących się postępowań sądowych, w których oskarżonym jest Ryszard Forbrich.
Wyrok odsiadywał w zakładzie karnym we Wrocławiu. 
30 października 2024 roku opuścił Zakład Karny. Wyszedł na wolność, w ramach warunkowego przedterminowego zwolnienia. Sąd argumentował, że osadzony: ukończył 78 lat (podeszły wiek), odbył ponad 6 lat zasądzonej kary, w czasie odbywania kary nie sprawiał problemów wychowawczych, był krytyczny wobec swojej przeszłości, angażował się społecznie i pracował na rzecz Zakładu Karnego. Planowy koniec kary pozbawienia wolności, przypadał w maju 2025 roku.